# Brouillon: Tia Bès
Modèle:Infobox écrivain
Tia Bès (pseudonyme de Martine Bès, née en 1954 en Ariège) est une poétesse et romancière française, vivant à Carcassonne.

## Biographie
Martine Bès se passionne pour la poésie dès l’adolescence. Elle publie principalement à partir de 2017, d’abord en autoédition, avant de collaborer avec des maisons d’édition indépendantes. Le pseudonyme « Tia » serait inspiré d’un mot employé par un membre de sa famille.  
La notice BnF recense plusieurs de ses publications et confirme son identité bibliographique et sa présence éditoriale.

## Œuvre sélectionnée

### Poésie
- Paysages et saisons (autoédition, 2018).[5]
- Danse dans le silence (Prémédit Éditions, 2018).[6]
- Ce désert-là (Jacques Flament Éditions, 2023).[7]

### Romans
- Mathilde (roman poétique, série, 2019–2020).[8]
- Le spectre du Hoggar (Éditions Book Envol, 2024) — roman policier.[9]

## Style et thèmes
Son écriture poétique privilégie le vers libre et l’expression des sensations et émotions ; dans certains ouvrages elle explore des registres plus sombres (polar, horreur).

## Réception
La presse régionale (La Dépêche du Midi) a couvert plusieurs de ses publications et événements (dédicaces, présentations), notamment un article en août 2024 signalant la parution simultanée de trois ouvrages.  
La notice BnF atteste de l’existence de ses notices bibliographiques, renforçant la traçabilité de ses publications.